# Сердобины
Сердобины — русский баронский род.

## Происхождение рода
Первые бароны Сердобины — побочные дети вице-канцлера князя Александра Борисовича Куракина от разных крепостных крестьянок. Фамилия рода происходит от топонима — реки Сердобы, Сердобского уезда имение Надеждино (Куракино).
Дипломом 5 июля 1802 императора Франца II Александру-ст., Александру-мл., Алексею «со всеми их обоего пола законными наследниками» и их сестрам Екатерине, Лукерье и Софии Сердобиным было пожаловано баронское Римской Империи достоинство. Право пользования этим титулом в Российской Империи было подтверждено Именным Высочайшим Указом 15 июля (того же года) императора Александра I Правительствующему Сенату.
Именным Высочайшим указом, от 5 октября 1804 года, вышеозначенные Сердобины и малолетние братья и сестры их: Павел, Михаил и Анна возведены в дворянское Российской империи достоинство, с распространением на последних баронского достоинства Римской империи.
В  1804 году князь Куракин даровал свободу крестьянам 22 хуторов слобод Белокуракинской и Павловки (около 3 000 душ), уступив им до 60 000 десятин земли и, уволив их вечно и потомственно в вольные хлебопашцы, в то время как крестьяне обязались внести в продолжении 25 лет 1 000 000 рублей ассигнациями в Санкт-Петербургский Опекунский совет в пользу воспитанников князя, баронов Сердобиных. 

## Описание герба
Герб рода Сердобиных, имеющих титул баронов Римской Империи внесён в Общий гербовник дворянских родов Всероссийской империи, часть 7, стр. 172:
В щите, имеющем голубое поле изображены серебряный крест, под ним золотая луна рогами вниз и серебряная шестиугольная звезда. Щит увенчан баронской короной, на которой поставлен шлем с дворянской короной и тремя страусовыми перьями. Намёт на щите голубой, подложенный золотом и серебром.

## Известные представители
- князь Александр Борисович Куракин
  - барон Александр Николаевич старший[2] (1781—1816[4]) — коллежский советник, служил в коллегии Иностранных дел.
  - барон Александр Николаевич младший[2] (1783—?) — коллежский советник, служил в коллегии Иностранных дел, потом в Павлоградском гусарском полку. С разрешения императора Николая I вступил в бельгийское подданство и жил близ Льежа. Был женат на графине Марии Луизе Луазон (фр. Loison).
    - барон Алексей Александрович[2] (5.10.1818—?) — католик, принят в русское подданство 25 февраля 1854 года. Был женат на Елене Михайловне Васильчиковой (в первом браке за А. И. Шиповым).
      - баронесса Анастасия Алексеевна[2] (24.03.1854—?)
      - баронесса Елизавета Алексеевна[2] (24.03.1854—?)
      - баронесса Елена Алексеевна[2] (9.05.1859—?)

  - баронесса Екатерина Николаевна[2] (1789—?)
  - барон Алексей Николаевич[2] (1790—1834) — в 1820-1822 переводчик Константинопольской миссии азиатского департамента Министерства иностранных дел.
  - баронесса Лукерия Николаевна[2] (1791—?)
  - баронесса София Николаевна[2]
  - барон Борис Николаевич[2] (?—†в детстве)
  - барон Павел Николаевич[2]
  - барон Михаил Николаевич[2] (1803—1888) —  коллежский советник (1837), с 1838 в отставке, с 1843 Островский уездный предводитель дворянства. Женат (с 1843) на Ольге Павловне Петровой (р. ок. 1816), дочери полковника Павла Михайловича Петрова, служащего в Артиллерийском Департаменте, генерал-майора с 26.11.1852.
    - баронесса София Михайловна[2] (?—25.10.1902) — жена Степана Александровича Обольянинова.
    - баронесса Ольга Михайловна (1843)
    - баронесса Мария Михайловна[2] (1844—1894) — жена своего двоюродного брата барона Степана Борисовича Вревского.

  - баронесса Анна Николаевна[2]
  - баронесса Мария Николаевна[2] — жена отставного гвардии-полковника Николая Павловича Шенига (1795—1860)

- Портрет Александра Сердобина ст.(?) работы
Э. Кенедея, 19 в.
- Портрет Екатерины Сердобиной (?) работы Владимира Боровиковского, 1800-е гг.
- Портрет Алексея Сердобина (?) работы Владимира Боровиковского, 1800-е гг.
- Портрет Алексея Сердобина работы неизвестного художника, нач. 19 в.
- Портрет Софии и Павла Сердобиных (?) работы Владимира Боровиковского, 1800-е гг.
- Портрет Михаила(?) Сердобина с матерью работы Владимира Боровиковского,
начало 19 в.